# چمپیون هایتس (اوهایو)
چمپیون هایتس (به انگلیسی: Champion Heights) یک منطقهٔ مسکونی در ایالات متحده آمریکا است که در شهرستان ترامبل، اوهایو واقع شده‌است. چمپیون هایتس ۸٫۸ کیلومتر مربع مساحت و ۴٬۷۲۷ نفر جمعیت دارد.